# مبرهنة ميلر
مبرهنة ميلر تشير إلى عملية إنشاء دوائر مكافئة. وهي تؤكد أن العنصر المقاوم للطفو عندما يتم تزويده بمصدري جهدٍ متصلين في سلسلة، يمكن عندئذ شطر العنصر إلى عنصرين مؤرّضين لكلٍ منهما مقاومة متناظرة. وهناك أيضًا مبرهنة ميلر المزدوجة المتعلقة بالمقاومة التي يوفّرها مصدران حاليان متصلان على التوازي. وتعتمد هاتان النسختان من المبرهنة على قانوني كيرشوف للدائرة الكهربية.
إن مبرهنات ميلر ليست مجرد مصطلحات رياضية مجردة. ولكنها تشرح ظواهر هامة للدوائر الكهربائية حول تعديل المقاومة (تأثير ميلر والأرضية الافتراضية والنظام التمهيدي للتشغيل والمقاومة السلبية إلخ.). وتساعد في تعيين وفهم العديد من الدوائر الشائعة (مضخمات التغذية العكسية والمحولات المقاومة والمعتمدة على الوقت ومحولات المقاومة السلبية، إلخ.). وهذه المبرهنات مفيدة في «تحليل الدوائر الكهربائية» وخاصة لتحليل الدوائر الكهربائية باستخدام التغذية العكسية ومضخمات ترانزستور معينة ذات ترددات عالية.
وهناك علاقة وثيقة بين مبرهنة ميلر وتأثير ميلر: يمكن أن تُعتبر المبرهنة تعميمًا للتأثير والتأثير حالةً خاصةً من المبرهنة.

## مبرهنة ميلر (للجهود الكهربائية)

### التعريف
تُثبت مبرهنة ميلر أنه في الدوائر الخطية إذا كان هناك فرع لديه المقاومة Z يربط بين عقدتين الجهد بينهما ¬V1 وV2 فيمكن استبدال هذا الفرع بآخرين يوصلان العقد المتوافقة بالأرض بمقاومات Z/(1 − K) وKZ/(K − 1) على التوالي، حيثK = V2/V1. ويمكن إثبات مبرهنة ميلر باستخدام تقنية الشبكة ذات المنفذين المكافئين لاستبدال المنفذين بمكافئ لهما وتطبيق مبرهنة امتصاص المصدر  وتعتمد هذه النسخة من المبرهنة على قانون كيرشوف للجهد الكهربائي ولهذا السبب سُميت أيضًا باسم مبرهنة ميلر للجهود الكهربائية.

### الشرح
تقتضي مبرهنة ميلر أن العنصر المُقاوِم يتم تزويده بمصدرين عشوائيين للجهد (ليسا بالضرورة تابعَين) متصلين بسلسلةٍ خلال أرض عادية. وبالتطبيق العملي، يؤدي أحد المصدرين دور المصدر الرئيسي للجهد (المستقل) بالجهد V1 ويؤدي الآخر دور مصدر جهد إضافي (تابِع خطيًا) بالجهد {\displaystyle V_{2}=K{V_{1}}}. تتضح بالأسفل فكرة مبرهنة ميلر (تعديل مقاومات الدوائر الكهربية عن طريق مصادر إدخال وإخراج) عن طريق مقارنة الحالتين، في حالة توصيل وحالة عدم توصيل مصدر جهد إضافي V2.
إذا كانت قيمة V2 هي صفر (في حالة عدم وجود مصدر جهد ثانٍ أو تأريض الطرف الأيمن للعنصر الذي مقاومته Z)، يكون تدفق تيار الإدخال عبر العنصر مُصممًا طبقًا لقانون أوم، فقط بقيمة V1
{\displaystyle I_{in0}={\frac {V_{1}}{Z}}}
وتكون مقاومة الإدخال للدائرة الكهربائية
{\displaystyle Z_{in0}={\frac {V_{1}}{I_{in0}}}=Z.}
وعندما يتم توصيل مصدر جهد ثانٍ يعتمد تيار الإدخال على كلٍ من الجهدين. وطبقًا لقطبيتها، يتم طرح V2 من V1 أو تُضاف إليها، ونتيجة لذلك ينخفض/يزداد تيار الإدخال.
{\displaystyle I_{in}={\frac {V_{1}-V_{2}}{Z}}={\frac {(1-K)}{Z}}{V_{1}}={(1-K)}{I_{in0}}}
وتبعًا لذلك، تزداد/تنخفض مقاومة إدخال الدائرة من ناحية مصدر الإدخال.
{\displaystyle Z_{in}={\frac {V_{1}}{I_{in}}}={\frac {Z}{1-K}}.}
وبهذا تعبر مبرهنة ميلر عن حقيقة أن توصيل مصدر جهد ثانٍ ذي جهد متناسب {\displaystyle V_{2}=K{V_{1}}} في سلسلة مع مصدر جهد الإدخال يعمل على تغيير الجهد الفعال والتيار وتبعًا لذلك مقاومة الدائرة من ناحية مصدر الإدخال. وبناءً على القطبية، يعمل V2 كمصدر الجهد الإضافي الذي يساعد مصدر الجهد الرئيسي أو يتعارض معه لتمرير التيار عبر المقاومة.